# Valentina Dorme
I Valentina Dorme sono un gruppo musicale indie pop italiano fondato a Treviso nel 1992.

## Carriera artistica
Il gruppo nasce nel 1992, ma è a fine del '93 che pubblica il primo demotape, Leggero Anticipo, che contiene 8 brani e ha una tiratura di sole 200 copie. L'anno successivo gli farà seguito il secondo nastro autoprodotto, Iena qualsiasi, 10 canzoni e circa 300 copie.
Dopo un terzo demo, Ti supplico consolami, che raccoglie i brani dei due cd precedenti e una traccia dal vivo, la svolta sembra arrivare nel 1997, quando i due brani Stanze a ore e La bella eco vengono scelti per far parte di una compilation dedicata al rock d'autore curata dal settimanale "Il Mucchio Selvaggio".
In realtà il gruppo deve ancora passare attraverso tre dischi autoprodotti, Giorni spesi a guardare le siepi (1997), Nuotare a delfino (1999) e Gli squali (2000), prima di riuscire a pubblicare il primo disco ufficiale per l'etichetta Fosbury Records, Capelli rame nel 2002. Il disco ottiene un buon riscontro di critica e nel novembre dello stesso anno vince il premio "Fuori dal Mucchio" come miglior album italiano d'esordio 2001/2002
Nel 2005 esce il secondo cd ufficiale, sempre per Fosbury/Audioglobe, Il coraggio dei piuma.
Il 4 giugno del 2009 è uscito l'album La carne. prodotto da Giulio Ragno Favero e pubblicato da Fosbury Records.
Il 17 aprile 2015, dopo una pausa durata 6 anni, la band ha pubblicato il nuovo album La estinzione naturale di tutte le cose.
Il 28 gennaio del 2022 per Dischi Soviet Studio esce il primo album solista di Mario Pigozzo Favero dal titolo "Mi commuovo, se vuoi".

### Formazione
- Mario Pigozzo Favero - chitarra e voce
- Paolo Carraro - chitarra
- Mario Gentili - basso
- Massimiliano Bredariol - batteria

## Discografia

### Album in studio
- 2002 - Capelli rame (Fosbury Records)
- 2005 - Il coraggio dei piuma (Fosbury Records)
- 2009 - La carne. (Fosbury Records)
- 2015 - La estinzione naturale di tutte le cose (Lavorarestanca/Audioglobe)

### EP
- 2004 - Maledetti i pettirossi (Fosbury Records)

### Partecipazioni
- 1997 - La bella eco e Stanze a ore in Fuori dal Mucchio
- 2001 - Losing my religion (cover dei R.E.M. in Loser, my religion)
- 2002 - L'eclissi, amore mio in Fosbury: Primo Salto
- 2004 - Ora che non sono più innamorato in Un'attrazione un po' incosciente, tributo a Giorgio Gaber
- 2012 - Waterloo in #Fosbury10